# Argina pylotis
Argina pylotis là một loài bướm đêm thuộc phân họ Arctiinae, họ Erebidae.